# Мьеле, Витторио
Витторио Мьеле (итал. Vittorio Miele; 24 ноября 1926, Кассино — 18 ноября 1999, Кассино, Лацио) — итальянский художник.
При битва под Монте-Кассино погибли его отец, сестра, а после полученных тяжёлых травм и мать.
В 1970-х годах он принимал участие в выставках в Сан-Марино, в Японии, в Югославии, в Канаде и в США. В конце 1960-х гг. после участия во многочисленных выставках в Италии его приглашают в поселение для художников в городе Почтель в Югославии. Опыт, полученный в Почтеле, в дальнейшем ярко проявится в ряде пастельных работ Мьеле.
Спустя 35 лет после разрушения Кассино Витторио Мьеле посвятит этой печальной дате свою работу «Свидетельство» (Testimonianza), сотканное из трагических воспоминаний маэстро, оставивших неизгладимый след в его сердце. В 1991 году эта работа была представлена в Европейском Парламенте.
Скончался Мьеле 18 ноября 1999 года в своем родном городе Кассино.
Он дружил с Умберто Мастроянни, Альфредо Бонацци, Кольей Мичевич и Пьетро Аннигони, а Дуччо Тромбадори называл его «поэтом тишины». Его по праву можно считать одним из самых глубоких, значительных итальянских художников XX века. На сегодняшний день некоторые работы Мьеле можно увидеть в музее фонда Умберто Мастроянни в городе Арпино.